# پوکا
پوکا یک شخصیت تخیلی کارتونی از یک سری کارتون به همین نام است، این کارتن ساخت شرکت ووز کاراکتر سیستم کره جنوبی است که به سفاارش شبکه تلویزیونی جتیکس ساخته شده است.

## خلاصه اتفاقات مشابه همه قسمت‌ها
پوکا یک دختر ۱۱ ساله هست که همراه سه آشپز چینی زندگی می‌کند و عاشق یک نینجای فراری از احساسات به نام گرو (گارو) هست، در قسمت‌های مختلف این کارتن همیشه اتفاقات مشابهی به چشم می‌خورد که شامل فرار گرو از پوکا، افتادن گرو در دردسر و مواجه شدن با خطراتی نظیر حمله نینجاها و جادوگرها و در نهایت نجات یافتن گرو از خطر به دست پوکا و گرفتار شدن گرو در موج بوسه‌های پوکا است.